# Nemoria franciscae
Nemoria franciscae là một loài bướm đêm trong họ Geometridae.